# Condado de Crawford (Kansas)
O Condado de Crawford é um dos 105 condados do estado americano de Kansas. A sede do condado é Girard, e sua maior cidade é Pittsburg. O condado possui uma área de 1 541 km² (dos quais 6 km² estão cobertos por água), uma população de 38 242 habitantes, e uma densidade populacional de 25 hab/km² (segundo o censo nacional de 2000). O condado foi fundado em 13 de fevereiro de 1867.